# نهائي كأس الأمم الإفريقية 1963
نهائي كأس الأمم الأفريقية 1963 مباراة كرة القدم بين غانا والسودان في ملعب أكرا الرياضي في أكرا لتحديد الفائز في كأس الأمم الإفريقية 1963، النسخة الرابعة من كأس الأمم الإفريقية. فاز غانا على غانا 3–0.

## الطريق إلى النهائي
| غانا          | غانا          | السودان                   | السودان       |
| الخصم         | النتائج       | الخصم                     | النتائج       |
| دور المجموعات | دور المجموعات | دور المجموعات             | دور المجموعات |
| ------------- | ------------- | ------------------------- | ------------- |
| تونس          | 1–1           | الجمهورية العربية المتحدة | 2–2           |
| إثيوبيا       | 2–0           | نيجيريا                   | 4–0           |

## النهائي

### التفاصيل
| غانا                                 | 3–0 | السودان |
| ------------------------------------ | --- | ------- |
| آغري-فين 62' (ركلة.) · أكوا 72'، 82' |     |         |

| غانا | السودان |

## روابط خارجية
- تفاصيل على RSSSF